# 曼努埃尔·塞科
曼努埃尔·塞科·雷蒙多（西班牙語：Manuel Seco Reymundo，1928年9月20日—2021年12月16日），西班牙语言学家，西班牙皇家语言学院院士。

## 生平
1928年生于西班牙马德里。他的父亲拉斐尔·塞科曾任马德里大学教授，1930年出版《西班牙语语法手册》，1933年逝世。1930年代末的西班牙内战期间，他在南安普顿度过，并熟悉了英语的用法。
1952年毕业于马德里中央大学罗曼语语言文学专业。1962年应拉斐尔·拉佩萨邀请，到西班牙皇家语言学院从事词典编纂研究工作。1969年获得博士学位。1979年4月当选西班牙皇家语言学院院士。曾任西班牙词典编纂研究会首任主席、名誉主席。2000年至2012年担任皇家语言学院词典编纂研究所顾问。著有《西班牙语语法手册》《西班牙语释疑词典》《今日西班牙语》等。合著《当代西班牙语词典》《简明当代西班牙语词典》等。
2011年，他公开批评了学术界的一些不规范拼写法。2021年12月16日逝世。

## 荣誉
- 大十字级智者阿方索十世勋章（1999年）[4]
- 马德里自治区文化奖（1999年）
- 梅嫩德斯·佩拉约国际奖（2015年）[5]